# Kepler-328b
Kepler-328b es un planeta extrasolar que forma parte de un sistema planetario formado por al menos dos planetas. Orbita la estrella denominada Kepler-328. Fue descubierto en el año 2013 por la sonda Kepler por medio de tránsito astronómico.